# 1525 Savonlinna
Savonlinna (asteróide 1525) é um asteróide da cintura principal com um diâmetro de 12,18 quilómetros, a 1,9786663 UA. Possui uma excentricidade de 0,2659112 e um período orbital de 1 616,33 dias (4,43 anos).
Savonlinna tem uma velocidade orbital média de 18,14181632 km/s e uma inclinação de 5,86903º.
Esse asteróide foi descoberto em 18 de Setembro de 1939 por Yrjö Väisälä.